# Chloroclystis chloerata
Chloroclystis chloerata là một loài bướm đêm trong họ Geometridae.